# Liste der Monuments historiques in Saint-Ségal
Die Liste der Monuments historiques in Saint-Ségal führt die Monuments historiques in der französischen Gemeinde Saint-Ségal auf.

## Liste der Bauwerke
| Bezeichnung                                        | Beschreibung | Standort | Kennzeichnung | Schutzstatus | Datum | Bild           |
| -------------------------------------------------- | ------------ | -------- | ------------- | ------------ | ----- | -------------- |
| Kapelle St-Sébastien mit Triumphbogen und Calvaire |              | (Lage)   | PA00090437    | Classé       | 1958  | weitere Bilder |

## Liste der Objekte
- Monuments historiques (Objekte) in Saint-Ségal in der Base Palissy des französischen Kultusministeriums